# Phrases de risque
Les phrases de risque (« phrases R ») sont d'anciennes annotations qui étaient présentes sur les étiquettes de produits chimiques qui indiquaient les risques encourus lors de leur utilisation, de leur contact, de leur ingestion, de leur inhalation, de leur manipulation ou de leur rejet dans la nature ou l'environnement. Elles se présentaient sous la forme d'un R suivi d’un ou de plusieurs nombres, chacun correspondant à un risque particulier. Elles étaient définies dans l'annexe III de la directive européenne 7/548/CEE : Nature des risques particuliers attribués aux substances et préparations dangereuses. La liste a été complétée et publiée à nouveau dans la directive 2001/59/CE.
Cette législation a été abrogée au 1er juin 2015 et les phrases R sont devenues des phrases H suivant les directives du système général harmonisé de classification et d'étiquetage des produits chimiques.

## Liste
- R1 : Explosif à l'état sec.

- R2 : Risque d'explosion par le choc, la friction, le feu ou d'autres sources d'ignition.

- R3 : Grand risque d'explosion par le choc, la friction, le feu ou d'autres sources d'ignition.

- R4 : Forme des composés métalliques explosifs très sensibles

- R5 : Danger d'explosion sous l'action de la chaleur.

- R6 : Danger d'explosion en contact ou sans contact avec l'air

- R7 : Peut provoquer un incendie.

- R8 : Favorise l'inflammation des matières combustibles.

- R9 : Peut exploser en mélange avec des matières combustibles

- R10 : Inflammable.

- R11 : Facilement inflammable.

- R12 : Extrêmement inflammable
- R13 : Gaz liquéfié extrêmement inflammable.

- R14 : Réagit violemment au contact de l'eau.

- R15 : Au contact de l'eau, dégage des gaz extrêmement inflammables.

- R16 : Peut exploser en mélange avec des substances comburantes.

- R17 : Spontanément inflammable à l'air.

- R18 : Lors de l'utilisation, formation possible de mélange vapeur/air inflammable/explosif

- R19 : Peut former des peroxydes explosifs

- R20 : Nocif par inhalation

- R21 : Nocif par contact avec la peau

- R22 : Nocif en cas d'ingestion.

- R23 : Toxique par inhalation.

- R24 : Toxique par contact avec la peau.

- R25 : Toxique en cas d'ingestion.

- R26 : Très toxique par inhalation

- R27 : Très toxique par contact avec la peau

- R28 : Très toxique en cas d'ingestion.

- R29 : Au contact de l'eau, dégage des gaz toxiques

- R30 : Peut devenir facilement inflammable pendant l'utilisation

- R31 : Au contact d'un acide, dégage un gaz toxique.

- R32 : Au contact d'un acide, dégage un gaz très toxique

- R33 : Danger d'effets cumulatifs

- R34 : Provoque des brûlures.

- R35 : Provoque de graves brûlures.

- R36 : Irritant pour les yeux

- R37 : Irritant pour les voies respiratoires

- R38 : Irritant pour la peau

- R39 : Danger d'effets irréversibles très graves

- R40 : Effet cancérogène suspecté: preuves insuffisantes

- R41 : Risque de lésions oculaires graves.

- R42 : Peut entraîner une sensibilisation par inhalation

- R43 : Peut entraîner une sensibilisation par contact avec la peau.

- R44 : Risque d'explosion si chauffé en ambiance confinée

- R45 : Peut provoquer le cancer.

- R46 : Peut provoquer des altérations génétiques héréditaires.
- R47 : Peut causer des malformations congénitale.

- R48 : Risque d'effets graves pour la santé en cas d'exposition prolongée.

- R49 : Peut provoquer le cancer par inhalation

- R50 : Très toxique pour les organismes aquatiques

- R51 : Toxique pour les organismes aquatiques

- R52 : Nocif pour les organismes aquatiques

- R53 : Peut entraîner des effets néfastes à long terme pour l'environnement aquatique

- R54 : Toxique pour la flore

- R55 : Toxique pour la faune

- R56 : Toxique pour les organismes du sol.

- R57 : Toxique pour les abeilles.

- R58 : Peut entraîner des effets néfastes à long terme pour l'environnement.

- R59 : Dangereux pour la couche d'ozone.

- R60 : Peut altérer la fertilité.

- R61 : Risque pendant la grossesse d'effets néfastes pour l'enfant.

- R62 : Risque possible d'altération de la fertilité.

- R63 : Risque possible pendant la grossesse d'effets néfastes pour l'enfant.

- R64 : Risque possible pour les bébés nourris au lait maternel

- R65 : Nocif : peut provoquer une atteinte des poumons en cas d'ingestion.

- R66 : L'exposition répétée peut provoquer dessèchement ou gerçures de la peau.

- R67 : L'inhalation de vapeurs peut provoquer somnolence et vertiges

- R68 : Possibilité d'effets irréversibles
- R84 : Contient des isocyanates

## Liste des combinaisons de phrases de risques
- R14/15 : Réagit violemment au contact de l'eau en dégageant des gaz extrêmement inflammables.

- R15/29 : Au contact de l'eau, dégage des gaz toxiques et extrêmement inflammables.

- R20/21 : Nocif par inhalation et par contact avec la peau.

- R20/22 : Nocif par inhalation et par ingestion.

- R20/21/22 : Nocif par inhalation, par contact avec la peau et par ingestion.

- R21/22 : Nocif par contact avec la peau et par ingestion

- R23/24 : Toxique par inhalation et par contact avec la peau

- R23/25 : Toxique par inhalation et par ingestion.

- R23/24/25 : Toxique par inhalation, par contact avec la peau et par ingestion.

- R24/25 : Toxique par contact avec la peau et par ingestion

- R26/27 : Très toxique par inhalation et par contact avec la peau.

- R26/28 : Très toxique par inhalation et par ingestion.

- R26/27/28 : Très toxique par inhalation, par contact avec la peau et par ingestion.

- R27/28 : Très toxique par contact avec la peau et par ingestion.

- R36/37 : Irritant pour les yeux et les voies respiratoires.

- R36/38 : Irritant pour les yeux et la peau

- R36/37/38 : Irritant pour les yeux, les voies respiratoires et la peau.

- R37/38 : Irritant pour les voies respiratoires et la peau.

- R39/23 : Toxique : danger d'effets irréversibles très graves par inhalation.

- R39/24 : Toxique : danger d'effets irréversibles très graves par contact avec la peau.

- R39/25 : Toxique : danger d'effets irréversibles très graves par ingestion

- R39/23/24 : Toxique : danger d'effets irréversibles très graves par inhalation et par contact avec la peau

- R39/23/25 : Toxique : danger d'effets irréversibles très graves par inhalation et par ingestion.

- R39/24/25 : Toxique : danger d'effets irréversibles très graves par contact avec la peau et par ingestion

- R39/23/24/25 : Toxique : danger d'effets irréversibles très graves par inhalation, par contact avec la peau et par ingestion.

- R39/26 : Très toxique : danger d'effets irréversibles très graves par inhalation.

- R39/27 : Très toxique : danger d'effets irréversibles très graves par contact avec la peau.

- R39/28 : Très toxique : danger d'effets irréversibles très graves par ingestion.

- R39/26/27 : Très toxique : danger d'effets irréversibles très graves par inhalation et par contact avec la peau

- R39/26/28 : Très toxique : danger d'effets irréversibles très graves par inhalation et par ingestion.

- R39/27/28 : Très toxique : danger d'effets irréversibles très graves par contact avec la peau et par ingestion.

- R39/26/27/28 : Très toxique : danger d'effets irréversibles très graves par inhalation, par contact avec la peau et par ingestion.

- R42/43 : Peut entraîner une sensibilisation par inhalation et contact avec la peau.

- R48/20 : Nocif : risque d'effets graves pour la santé en cas d'exposition prolongée par inhalation.

- R48/21 : Nocif : risque d'effets graves pour la santé en cas d'exposition prolongée par contact avec la peau.

- R48/22 : Nocif : risque d'effets graves pour la santé en cas d'exposition prolongée par ingestion.

- R48/20/21 : Nocif : risque d'effets graves pour la santé en cas d'exposition prolongée par inhalation et par contact avec la peau.

- R48/20/22 : Nocif : risque d'effets graves pour la santé en cas d'exposition prolongée par inhalation et par ingestion.

- R48/21/22 : Nocif : risque d'effets graves pour la santé en cas d'exposition prolongée par contact ave c la peau et par ingestion.

- R48/20/21/22 : Nocif : risque d'effets graves pour la santé en cas d'exposition prolongée par inhalation, contact avec la peau et ingestion

- R48/23 : Toxique : risque d'effets graves pour la santé en cas d'exposition prolongée par inhalation.

- R48/24 : Toxique : risque d'effets graves pour la santé en cas d'exposition prolongée par contact avec la peau.

- R48/25 : Toxique : risque d'effets graves pour la santé en cas d'exposition prolongée par ingestion.

- R48/23/24 : Toxique : risque d'effets graves pour la santé en cas d'exposition prolongée par inhalation et par contact avec la peau.

- R48/23/25 : Toxique : risque d'effets graves pour la santé en cas d'exposition prolongée par inhalation et par ingestion.

- R48/24/25 : Toxique : risque d'effets graves pour la santé en cas d'exposition prolongée par contact avec la peau et par ingestion

- R48/23/24/25 : Toxique : risque d'effets graves pour la santé en cas d'exposition prolongée par inhalation, par contact avec la peau et par ingestion.

- R50/53 : Très toxique pour les organismes aquatiques, peut entraîner des effets néfastes à long terme pour l'environnement aquatique.

- R51/53 : Toxique pour les organismes aquatiques, peut entraîner des effets néfastes à long terme pour l'environnement aquatique.

- R52/53 : Nocif pour les organismes aquatiques, peut entraîner des effets néfastes à long terme pour l'environnement aquatique.

- R68/20 : Nocif : possibilité d'effets irréversibles par inhalation

- R68/21 : Nocif : possibilité d'effets irréversibles par contact avec la peau.

- R68/22 : Nocif : possibilité d'effets irréversibles par ingestion

- R68/20/21 : Nocif : possibilité d'effets irréversibles par inhalation et par contact avec la peau.

- R68/20/22 : Nocif : possibilité d'effets irréversibles par inhalation et par ingestion.

- R68/21/22 : Nocif : possibilité d'effets irréversibles par contact avec la peau et par ingestion.

- R68/20/21/22 : Nocif : possibilité d'effets irréversibles par inhalation, par contact avec la peau et par ingestion.

## Équivalences avec le système CLP
Le tableau ci-dessous se réfère à la correspondance entre les phrases R (encore visibles sur des FDS datant d'avant 2008) et les phrases H utilisées depuis.
| Classification selon la directive 67/548/CEE | Classification selon la directive CLP | Classification selon la directive CLP | État physique (lorsque nécessaire) |
| Classification selon la directive 67/548/CEE | Classe et catégorie de danger | Mention de danger | État physique (lorsque nécessaire) |
| -------------------------------------------- | --- | --- | ---------------------------------- |
| E; R2                                        | Aucune conversion directe possible | Aucune conversion directe possible | -                                  |
| E; R3                                        | Aucune conversion directe possible | Aucune conversion directe possible | -                                  |
| O; R7                                        | Org. Perox. C&D | H242 | -                                  |
| O; R7                                        | Org. Perox. E&F | H242 | -                                  |
| O; R8                                        | Ox. Gas 1 | H270 | Gaz                                |
| O; R8                                        | Aucune conversion directe possible | Aucune conversion directe possible | Liquide, Solide                    |
| O; R9                                        | Ox. Liq. 1 | H271 | Liquide                            |
| O; R9                                        | Ox. Sol. 1 | H271 | Solide                             |
| R10                                          | — Flam. Liq. 1, H224 si point d’éclair < 23 °C et point initial d’ébullition ≤ 35 °C — Flam. Liq. 2, H225 si point d’éclair < 23 °C et point initial d’ébullition > 35 °C — Flam. Liq. 3, H226 si point d’éclair ≥ 23 °C Aucune conversion directe possible sinon. | — Flam. Liq. 1, H224 si point d’éclair < 23 °C et point initial d’ébullition ≤ 35 °C — Flam. Liq. 2, H225 si point d’éclair < 23 °C et point initial d’ébullition > 35 °C — Flam. Liq. 3, H226 si point d’éclair ≥ 23 °C Aucune conversion directe possible sinon. | Liquide                            |
| F; R11                                       | — Flam. Liq. 1, H224 si point initial d’ébullition ≤ 35 °C — Flam. Liq. 2, H225 si point initial d’ébullition > 35 °C Aucune conversion directe possible sinon. | — Flam. Liq. 1, H224 si point initial d’ébullition ≤ 35 °C — Flam. Liq. 2, H225 si point initial d’ébullition > 35 °C Aucune conversion directe possible sinon. | Liquide                            |
| F; R11                                       | Aucune conversion directe possible | Aucune conversion directe possible | Solide                             |
| F+; R12                                      | Flam. Gas 1 | H220 | Gaz                                |
| F+; R12                                      | Flam. Gas 2 | H221 | Gaz                                |
| F+; R12                                      | Flam. Liq. 1 | H224 | Liquide                            |
| F+; R12                                      | Self-React. C&D | H242 | Liquide                            |
| F+; R12                                      | Self-React. E&F | H242 | Liquide                            |
| F+; R12                                      | Self-React. G | - | Liquide                            |
| F; R15                                       | Aucune conversion directe possible | Aucune conversion directe possible | -                                  |
| F; R17                                       | Pyr. Liq. 1 | H250 | Liquide                            |
| F; R17                                       | Pyr. Sol. 1 | H250 | Solide                             |
| Xn; R20                                      | Acute Tox. 4 | H332 | Gaz                                |
| Xn; R20                                      | Acute Tox. 4 | H332 | Vapeurs                            |
| Xn; R20                                      | Acute Tox. 4 | H332 | Poussières/Brouillards             |
| Xn; R21                                      | Acute Tox. 4 | H312 | -                                  |
| Xn; R22                                      | Acute Tox. 4 | H302 | -                                  |
| T; R23                                       | Acute Tox. 3 | H331 | Gaz                                |
| T; R23                                       | Acute Tox. 2 | H330 | Vapeurs                            |
| T; R23                                       | Acute Tox. 3 | H331 | Poussières/Brouillards             |
| T; R24                                       | Acute Tox. 3 | H311 | -                                  |
| T; R25                                       | Acute Tox. 3 | H301 | -                                  |
| T+; R26                                      | Acute Tox. 2 | H330 | Gaz                                |
| T+; R26                                      | Acute Tox. 1 | H330 | Vapeurs                            |
| T+; R26                                      | Acute Tox. 2 | H330 | Poussières/Brouillards             |
| T+; R27                                      | Acute Tox. 1 | H310 | -                                  |
| T+; R28                                      | Acute Tox. 2 | H300 | -                                  |
| R33                                          | STOT RE 2 | H373 | -                                  |
| C; R34                                       | Skin Corr.1 | H314 | -                                  |
| C; R35                                       | Skin Corr.1A | H314 | -                                  |
| Xi; R36                                      | Eye Irrit. 2 | H319 | -                                  |
| Xi; R37                                      | STOT SE 3 | H335 | -                                  |
| Xi; R38                                      | Skin Irrit. 2 | H315 | -                                  |
| T; R39/23                                    | STOT SE 1 | H370 | -                                  |
| T; R39/24                                    | STOT SE 1 | H370 | -                                  |
| T; R39/25                                    | STOT SE 1 | H370 | -                                  |
| T; R39/26                                    | STOT SE 1 | H370 | -                                  |
| T; R39/27                                    | STOT SE 1 | H370 | -                                  |
| T; R39/28                                    | STOT SE 1 | H370 | -                                  |
| Xi; R41                                      | Eye Dam. 1 | H318 | -                                  |
| R42                                          | Resp. Sens. 1 | H334 | -                                  |
| R43                                          | Skin Sens. 1 | H317 | -                                  |
| Xn; R48/20                                   | STOT RE 2 | H373 | -                                  |
| Xn; R48/21                                   | STOT RE 2 | H373 | -                                  |
| Xn; R48/22                                   | STOT RE 2 | H373 | -                                  |
| T; R48/23                                    | STOT RE 1 | H372 | -                                  |
| T; R48/24                                    | STOT RE 1 | H372 | -                                  |
| T; R48/25                                    | STOT RE 1 | H372 | -                                  |
| R64                                          | Lact. | H362 | -                                  |
| Xn; R65                                      | Asp. Tox. 1 | H304 | -                                  |
| R67                                          | STOT SE 3 | H336 | -                                  |
| Xn; R68/20                                   | STOT SE 2 | H371 | -                                  |
| Xn; R68/21                                   | STOT SE 2 | H371 | -                                  |
| Xn; R68/22                                   | STOT SE 2 | H371 | -                                  |
| Carc. Cat. 1; R45                            | Carc. 1A | H350 | -                                  |
| Carc. Cat. 2; R45                            | Carc. 1B | H350 | -                                  |
| Carc. Cat. 1; R49                            | Carc. 1A | H350i | -                                  |
| Carc. Cat. 2; R49                            | Carc. 1B | H350i | -                                  |
| Carc. Cat. 3; R40                            | Carc. 2 | H351 | -                                  |
| Muta. Cat. 2; R46                            | Muta. 1B | H340 | -                                  |
| Muta. Cat. 3; R68                            | Muta. 2 | H341 | -                                  |
| Repr. Cat. 1; R60                            | Repr. 1A | H360F | -                                  |
| Repr. Cat. 2; R60                            | Repr. 1B | H360F | -                                  |
| Repr. Cat. 1; R61                            | Repr. 1A | H360D | -                                  |
| Repr. Cat. 2; R61                            | Repr. 1B | H360D | -                                  |
| Repr. Cat. 3; R62                            | Repr. 2 | H361f | -                                  |
| Repr. Cat. 3; R63                            | Repr. 2 | H361d | -                                  |
| Repr. Cat. 1; R60 — 61                       | Repr. 1A | H360FD | -                                  |
| Repr. Cat. 1; R60                            | Repr. 1A | H360FD | -                                  |
| Repr. Cat. 2; R61                            | Repr. 1A | H360FD | -                                  |
| Repr. Cat. 2; R60                            | Repr. 1A | H360FD | -                                  |
| Repr. Cat. 1; R61                            | Repr. 1A | H360FD | -                                  |
| Repr. Cat. 2; R60 — 61                       | Repr. 1B | H360FD | -                                  |
| Repr. Cat. 3; R62 — 63                       | Repr. 2 | H361fd | -                                  |
| Repr. Cat. 1; R60                            | Repr. 1A | H360Fd | -                                  |
| Repr. Cat. 3; R63                            | Repr. 1A | H360Fd | -                                  |
| Repr. Cat. 2; R60 Repr. Cat. 3; R63          | Repr. 1B | H360Fd | -                                  |
| Repr. Cat. 1; R61 Repr. Cat. 3; R62          | Repr. 1A | H360Df | -                                  |
| Repr. Cat. 2; R61 Repr. Cat. 3; R62          | Repr. 1B | H360Df | -                                  |
| N; R50                                       | Aquatic Acute 1 | H400 | -                                  |
| N; R50-53                                    | Aquatic Acute 1 Aquatic Chronic 1 | H400 H410 | -                                  |
| N; R51-53                                    | Aquatic Chronic 2 | H411 | -                                  |
| R52-53                                       | Aquatic Chronic 3 | H412 | -                                  |
| R53                                          | Aquatic Chronic 4 | H413 | -                                  |
| N; R59                                       | Ozone | H420 | -                                  |
| R1                                           | - | EUH001 | -                                  |
| R14                                          | - | EUH014 | -                                  |
| R18                                          | - | EUH018 | -                                  |
| R19                                          | - | EUH019 | -                                  |
| R29                                          | - | EUH029 | -                                  |
| R31                                          | - | EUH031 | -                                  |
| R32                                          | - | EUH032 | -                                  |
| R44                                          | - | EUH044 | -                                  |
| R66                                          | - | EUH066 | -                                  |